# Cleome droserifolia
Cleome droserifolia là một loài thực vật có hoa trong họ Màng màng. Loài này được (Forssk.) Delile mô tả khoa học đầu tiên năm 1813.